# Callorhinchidae
Callorhinchidae é uma família monotípica de peixes cartilagíneos marinhos pertencente à ordem Chimaeriformes. O único género extante é Callorhinchus, com 3 espécies.

## Descrição
Semelhantes na aparência e comportamento às outras quimeras, distinguem-se pela presença de um focinho longo e móvel, que se parece com um arado quando visto à distância. Este focinho é usado como órgão de sondagem, com o qual revolve o fundo à procura de presa: macrofauna e pequenos peixes. A família inclui três espécies, todas do mesmo género.

## Géneros
- Callorhinchus Lacépède, 1798